# Fannia albisquama
Fannia albisquama är en tvåvingeart som beskrevs av Wang och Zhang 2008. Fannia albisquama ingår i släktet Fannia och familjen takdansflugor. Inga underarter finns listade i Catalogue of Life.